# Contea di Embu
La contea di Embu è una della 47 contee del Kenya situata nell'ex Provincia Orientale.